# Fuchsfelge

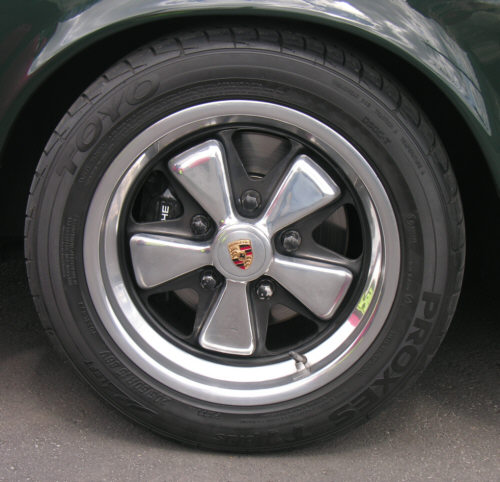
Fuchsfelge mit silbern-schwarzem Radstern

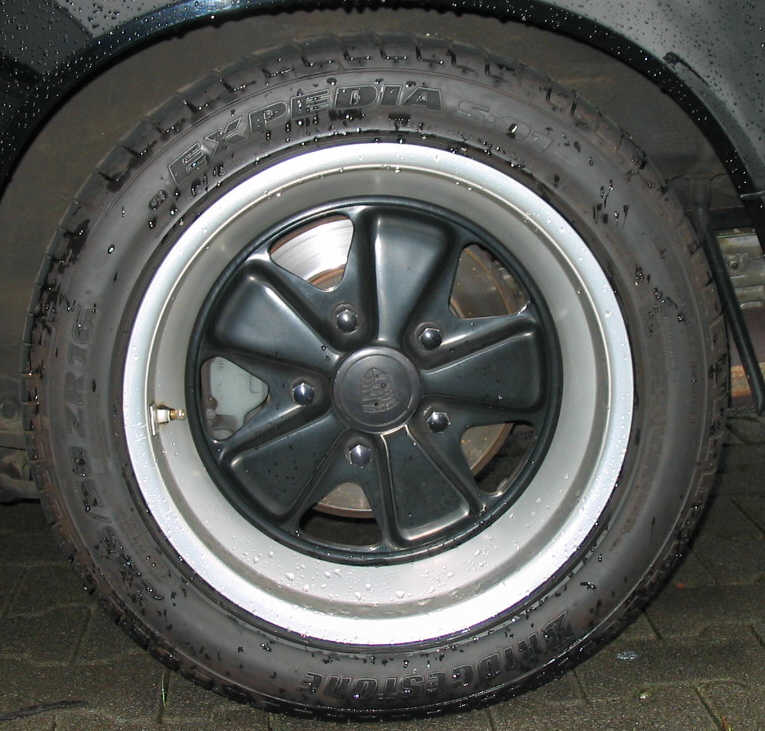
Fuchsfelge mit schwarzem Radstern

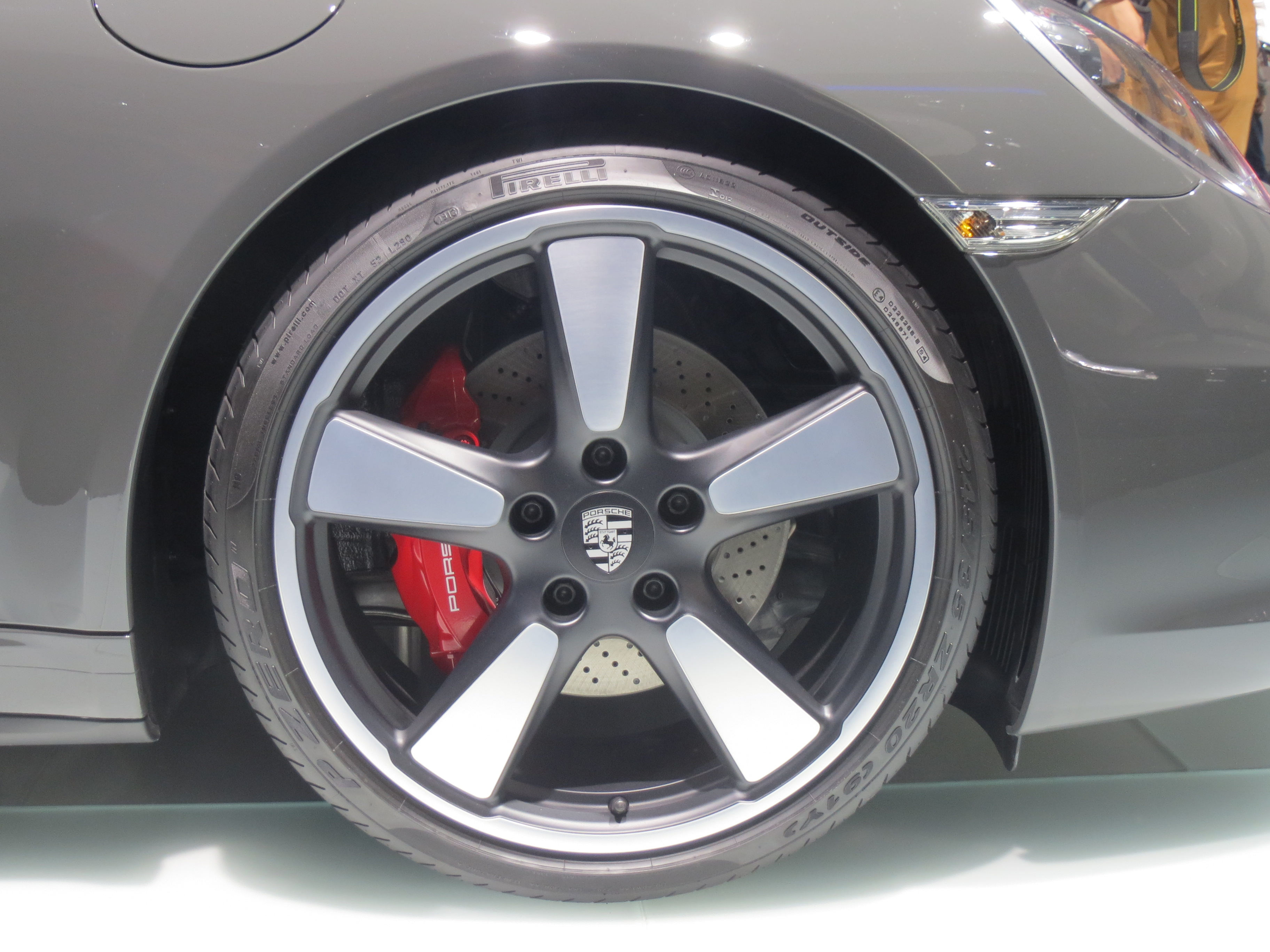
Modern interpretierte Fuchsfelge des Porsche 911 50th Anniversary Edition

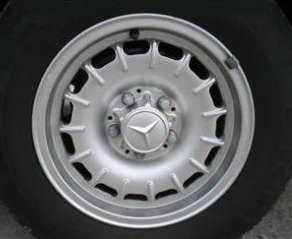
Barockfelgen des Mercedes W108

Fuchsfelge ist eine Marke der Otto Fuchs KG in Meinerzhagen für aus Aluminium geschmiedete Leichtmetallräder. Die ersten Fuchsfelgen wurden für den 1963 erschienenen Porsche 911 hergestellt. Später gab es auch Räder für andere Fahrzeuge, so etwa ab 1965 für den Mercedes W 108/W 109 (die sogenannten Barockfelgen), danach auch für den NSU Ro 80 und andere Hersteller wie Audi, BMW und Opel. Heute produziert Fuchs unter dieser Marke Räder für Autos, Motorräder, Lastwagen und Flugzeuge. Der Radstern wird zunächst im Gesenk geschmiedet, dann die Felgenform warm fließgedrückt. Wegen der hohen Festigkeit des Materials können die Räder sehr leicht ausgeführt werden, der Hersteller nennt (für Lkw-Räder) „eine Gewichtsersparnis von fast 50 Prozent gegenüber Standard-Stahlrädern“. Fuchs schmiedet auch Aluminiumradscheiben für Eisenbahnfahrzeuge.

## Fuchsfelge bei Porsche
Die Form der Radscheiben für den Porsche 911 gestaltete Ferdinand Alexander Porsche. Zuerst wurden die Fuchsfelgen 1967 in der Größe 15 Zoll für den Porsche 911 S und ab 1981 auch für die Porsche-Modelle 924 und 944 angeboten.
Ursprünglich wurden nur die sportlichsten Porsche-Fahrzeuge serienmäßig mit diesen leichten und belastbaren Rädern ausgestattet. Es war auch möglich, bei einfacher ausgestatteten Fahrzeugen statt der Serienräder gegen Aufpreis die Fuchsfelgen zu bestellen.
Am Anfang wurden die Räder mit einem vorn auf der Speiche blanken und im „Hintergrund“ schwarz lackierten Radstern ausgeliefert. Später wurde er komplett schwarz lackiert. Die Fuchsfelge war ein wichtiger Bestandteil und typisches Wiedererkennungsmerkmal für den Porsche 911. Die Fuchsfelgen wurden bis 1989 bei Porsche-Fahrzeugen (ab 1988 beim 911 Carrera in 16-Zoll-Ausführung als Standardrad) im Programm angeboten. Heute sind diese Räder in 15- und 16-Zoll-Größen wieder bei Porsche Classic erhältlich. Fuchs bietet die Fuchsfelge auch in 17-, 18- und 19-Zoll-Größen an. Mittlerweile bieten wegen des spätestens seit 1992 abgelaufenen Geschmacksmusterschutzes auch andere Hersteller gleichaussehende Porsche-Räder an.
Bei dem 2013 erschienenen, auf 1.963 Fahrzeuge limitierten Sondermodell Porsche 911 50th Anniversary Edition wurden die Fuchsfelgen in modern interpretierter Form in der Größe 20 Zoll (20" Sport Classic Rad) wieder angeboten.